# Miss International
Miss International (oficiálně The International Beauty Pageant, česky doslovně Mezinárodní slečna) je mezinárodní soutěž krásy.

## Seznam vítězek
| rok  | ročník                          | Vítězka                         | Země                            | Místo konání                    | Datum konání                    |
| ---- | ------------------------------- | ------------------------------- | ------------------------------- | ------------------------------- | ------------------------------- |
| 1960 | 1.                              | Stella Márquez                  | Kolumbie                        | USA                             |                                 |
| 1961 | 2.                              | Stanny van Baer                 | Nizozemsko                      | USA                             |                                 |
| 1962 | 3.                              | Tania Verstak                   | Austrálie                       | USA                             |                                 |
| 1963 | 4.                              | Guðrún Bjarnadóttir             | Island                          | USA                             |                                 |
| 1964 | 5.                              | Gemma Cruz                      | Filipíny                        | USA                             |                                 |
| 1965 | 6.                              | Ingrid Finger                   | Německo                         | USA                             |                                 |
| 1966 | Soutěž se nakonala              | Soutěž se nakonala              | Soutěž se nakonala              | Soutěž se nakonala              |                                 |
| 1967 | 7.                              | Mirta Massa                     | Argentina                       | USA                             |                                 |
| 1968 | 8.                              | Maria Carvalho                  | Brazílie                        | Japonsko                        |                                 |
| 1969 | 9.                              | Valerie Holmes                  | Spojené království              | Japonsko                        |                                 |
| 1970 | 10.                             | Aurora Pijuan                   | Filipíny                        | Japonsko                        |                                 |
| 1971 | 11.                             | Jane Hansen                     | Nový Zéland                     | USA                             |                                 |
| 1972 | 12.                             | Linda Hooks                     | Spojené království              | Japonsko                        |                                 |
| 1973 | 13.                             | Anneli Björkling                | Finsko                          | Japonsko                        |                                 |
| 1974 | 14.                             | Brucene Smith                   | USA                             | Japonsko                        |                                 |
| 1975 | 15.                             | Lidija Manić                    | Jugoslávie                      | Japonsko                        |                                 |
| 1976 | 16.                             | Sophie Perin                    | Francie                         | Japonsko                        |                                 |
| 1977 | 17.                             | Pilar Medina                    | Španělsko                       | Japonsko                        |                                 |
| 1978 | 18.                             | Katherine Ruth                  | USA                             | Japonsko                        |                                 |
| 1979 | 19.                             | Melanie Marquez                 | Filipíny                        | Japonsko                        |                                 |
| 1980 | 20.                             | Lorna Chávez                    | Kostarika                       | Japonsko                        |                                 |
| 1981 | 21.                             | Jenny Derek                     | Austrálie                       | Japonsko                        |                                 |
| 1982 | 22.                             | Christie Claridge               | USA                             | Japonsko                        |                                 |
| 1983 | 23.                             | Gidget Sandoval                 | Kostarika                       | Japonsko                        |                                 |
| 1984 | 24.                             | Ilma Urrutia                    | Guatemala                       | Japonsko                        |                                 |
| 1985 | 25.                             | Nina Sicilia                    | Venezuela                       | Japonsko                        |                                 |
| 1986 | 26.                             | Helen Fairbrother               | Anglie                          | Japonsko                        |                                 |
| 1987 | 27.                             | Laurie Simpson                  | Portoriko                       | Japonsko                        |                                 |
| 1988 | 28.                             | Catherine Gude                  | Norsko                          | Japonsko                        |                                 |
| 1989 | 29.                             | Iris Klein                      | Německo                         | Japonsko                        |                                 |
| 1990 | 30.                             | Silvia de Esteban               | Španělsko                       | Japonsko                        |                                 |
| 1991 | 31.                             | Agunieszka Kotlarska            | Polsko                          | Japonsko                        |                                 |
| 1992 | 32.                             | Kirsten Marise Davison          | Austrálie                       | Japonsko                        |                                 |
| 1993 | 33.                             | Agnieszka Pachalko              | Polsko                          | Japonsko                        |                                 |
| 1994 | 34.                             | Christina Lekka                 | Řecko                           | Japonsko                        |                                 |
| 1995 | 35.                             | Anne Lena Hansen                | Norsko                          | Japonsko                        |                                 |
| 1996 | 36.                             | Fernanda Alves                  | Portugalsko                     | Japonsko                        |                                 |
| 1997 | 37.                             | Consuelo Adler                  | Venezuela                       | Japonsko                        |                                 |
| 1998 | 38.                             | Lia Victoria Borrero            | Panama                          | Japonsko                        |                                 |
| 1999 | 39.                             | Paulina Galvez                  | Kolumbie                        | Japonsko                        |                                 |
| 2000 | 40.                             | Vivian Ines Urdaneta Rincon     | Venezuela                       | Japonsko                        |                                 |
| 2001 | 41.                             | Malgorzata Ronzniecka           | Polsko                          | Japonsko                        |                                 |
| 2002 | 42.                             | Christina Sawaya                | Libanon                         | Japonsko                        |                                 |
| 2003 | 43.                             | Goizerder Azua                  | Venezuela                       | Japonsko                        |                                 |
| 2004 | 44.                             | Precious Lala Quigaman          | Filipíny                        | Čína                            |                                 |
| 2005 | 45.                             | Anagabriela Espinoza            | Mexiko                          | Japonsko                        | 26. září 2005                   |
| 2006 | 46.                             | Daniela Di Giacomo              | Venezuela                       | Čína                            | 11. listopad 2006               |
| 2007 | 47.                             | Priscila Perales                | Mexiko                          | Japonsko                        | 15. říjen 2007                  |
| 2008 | 48.                             | Alejandra Andrru                | Španělsko                       | Macao                           | 8. listopad 2008                |
| 2009 | 49.                             | Anagabriela Espinoza            | Mexiko                          | Čína                            | 28. listopad 2009               |
| 2010 | 50.                             | Elizabeth Mosquera              | Venezuela                       | Čína (Šanghaj)                  | 7. listopad 2010                |
| 2011 | 51.                             | Maria Fernanda Cornejo          | Ekvádor                         | Čína                            | 6. listopad 2011                |
| 2012 | 52.                             | Ikumi Yoshimatsu                | Japonsko                        | Japonsko                        | 21. říjen 2012                  |
| 2013 | 53.                             | Bea Santiago                    | Filipíny                        | Japonsko                        | 17. prosinec 2013               |
| 2014 | 54.                             | Valerie Hernandez               | Portoriko                       | Japonsko                        | 11. listopad 2014               |
| 2015 | 55.                             | Edymar Martínez                 | Venezuela                       | Japonsko                        | 5. listopad 2015                |
| 2016 | 56.                             | Kylie Verzosa                   | Filipíny                        | Japonsko                        | 27. říjen 2016                  |
| 2017 | 57.                             | Kevin Liliana                   | Indonésie                       | Japonsko                        | 14. listopad 2017               |
| 2018 | 58.                             | Mariem Velazco                  | Venezuela                       | Japonsko                        | 9. listopad 2018                |
| 2019 | 59.                             | Sireethorn Leearamwat           | Thajsko                         | Japonsko                        | 12. listopad 2019               |
| 2020 | Soutěž se nekonala kvůli Covidu | Soutěž se nekonala kvůli Covidu | Soutěž se nekonala kvůli Covidu | Soutěž se nekonala kvůli Covidu | Soutěž se nekonala kvůli Covidu |
| 2021 | Soutěž se nekonala kvůli Covidu | Soutěž se nekonala kvůli Covidu | Soutěž se nekonala kvůli Covidu | Soutěž se nekonala kvůli Covidu | Soutěž se nekonala kvůli Covidu |
| 2022 | 60.                             | Jasmin Selberg                  | Německo                         | Japonsko                        | 13. prosinec 2022               |
| 2023 | 61.                             | Andrea Rubio                    | Venezuela                       | Japonsko                        | 26. říjen 2023                  |
|      |                                 |                                 |                                 |                                 |                                 |

## Úspěchy československých a českých reprezentantek
| Finalistky              | Finalistky     | Finalistky         | Finalistky        |
| Ročník                  | Země           | Jméno a Příjmení   | Umístění          |
| ----------------------- | -------------- | ------------------ | ----------------- |
| Miss International 1990 | Československo | Ingrid Ondrovičová | 2. místo          |
| Miss International 1991 | Československo | Markéta Silná      | 3. místo          |
| Miss International 1995 | Česko          | Renata Hornofová   | 3. místo          |
| Miss International 2002 | Česko          | Lenka Taussigová   | 6. místo          |
| Miss International 2008 | Česko          | Zuzana Putnářová   | 5. místo          |
| Miss International 2024 | Česko          | Alina Dementjeva   | TOP 8             |
|                         |                |                    |                   |
| Semifinalistky          |                |                    |                   |
| Ročník                  | Země           | Jméno a Příjmení   | Umístění          |
| Miss International 1998 | Česko          | Petra Faltýnová    | TOP 15            |
| Miss International 1999 | Česko          | Šárka Sikorová     | TOP 15            |
| Miss International 2000 | Česko          | Markéta Svobodová  | TOP 15            |
| Miss International 2007 | Česko          | Veronika Pompeová  | TOP 15            |
| Miss International 2017 | Česko          | Alice Činčurová    | Miss Best Dresser |

### České reprezentantky na Miss International
| rok  | Jméno a příjmení     | Česká soutěže krásy                        | Umístění v české soutěži               |
| ---- | -------------------- | ------------------------------------------ | -------------------------------------- |
| 1990 | Ingrid Ondrovičová   | Miss Česko-Slovenské federativní republiky | II. vicemiss 1990                      |
| 1991 | Markéta Silná        | Miss Česko-Slovenské federativní republiky | II. vicemiss 1991                      |
| 1992 | Štěpánka Týcová      | Miss Česko-Slovenské federativní republiky | II. vicemiss 1992                      |
| 1993 | neúčast              | -                                          | -                                      |
| 1994 | neúčast              | -                                          | -                                      |
| 1995 | Renáta Hornofová     | Miss České republiky                       | II. vicemiss 1995                      |
| 1996 | Zdeňka Zadražilová   | Miss České republiky                       | II. vicemiss 1996                      |
| 1997 | Gabriela Justinová   | Miss České republiky                       | II. vicemiss 1997                      |
| 1998 | Petra Faltýnová      | Miss České republiky                       | II. vicemiss 1998                      |
| 1999 | Šárka Sikorová       | Miss České republiky                       | I. vicemiss 1999                       |
| 2000 | Markéta Svobodová    | Miss České republiky                       | II. vicemiss 2000                      |
| 2001 | Andrea Vránová       | Miss České republiky                       | I. vicemiss 2001                       |
| 2002 | Lenka Taussigová     | Miss České republiky                       | Miss sympatie 2002                     |
| 2003 | neúčast              | -                                          | -                                      |
| 2004 | Michaela Wostlová    | Miss České republiky                       | I. vicemiss 2004                       |
| 2005 | Petra Macháčková     | Miss České republiky                       | I. vicemiss 2005                       |
| 2006 | Kateřina Pospíšilová | Miss České republiky                       | I. vicemiss 2007                       |
| 2007 | Veronika Pompeová    | Miss České republiky                       | I. vicemiss a Miss sympatie 2007       |
| 2008 | Zuzana Putnářová     | Miss České republiky                       | I. vicemiss 2008                       |
| 2009 | Darja Jacukevičová   | Miss České republiky                       | finalistka 2008                        |
| 2010 | Lucie Smatanová      | Miss České republiky                       | I. vicemiss 2009                       |
| 2011 | neúčast              | -                                          | -                                      |
| 2012 | neúčast              | -                                          | -                                      |
| 2013 | neúčast              | -                                          | -                                      |
| 2014 | neúčast              | -                                          | -                                      |
| 2015 | neúčast              | -                                          | -                                      |
| 2016 | neúčast              | -                                          | -                                      |
| 2017 | Alice Činčurová      | Miss Czech Republic                        | I. vicemiss 2016                       |
| 2018 | Daniela Zálešáková   | Miss Czech Republic                        | II. vicemiss 2017                      |
| 2019 | Andrea Prchalová     | Miss Czech Republic                        | II. vicemiss 2019                      |
| 2022 | Adéla Maděryčová     | Miss Czech Republic                        | Miss International Czech Republic 2022 |
| 2023 | Dominika Němečková   | Miss Czech Republic                        | Miss International Czech Republic 2023 |
| 2024 | Alina Dementjeva     | Miss Czech Republic                        | Miss International Czech Republic 2024 |